# Dariusz Krajowski-Kukiel
Dariusz Paweł Krajowski-Kukiel (ur. 9 maja 1956 w Warszawie) – polski inżynier i samorządowiec, prezydent Płocka (1995–1998) oraz wicewojewoda mazowiecki (1999–2001).

## Życiorys
Absolwent VI Liceum Ogólnokształcącego im. Tadeusza Reytana w Warszawie (1975). Z wykształcenia inżynier specjalista z zakresu konstrukcji budowlanych, ukończył w 1981 studia na Politechnice Warszawskiej. Został też absolwentem studiów podyplomowych z pedagogiki na PW (1983) oraz z zarządzania w SGH (1995), a także wyższego kursu obronnego na Akademii Obrony Narodowej (1995).
Od 1981 do 1991 pracował jako nauczyciel akademicki w Instytucie Budownictwa w płockiej filii PW. W latach 90. był asystentem dyrektora generalnego Petrochemii Płock. W latach 1995–1998 sprawował urząd prezydenta Płocka z ramienia koalicji SLD-Unia Wolności. W wyniku przegranych przez UW wyborów samorządowych odszedł ze stanowiska i przez kilka miesięcy pracował ponownie w Petrochemii Płock. W 1999 objął funkcję drugiego wicewojewody nowo powstałego województwa mazowieckiego, którą pełnił do 2001. W wyborach w 2001 bez powodzenia ubiegał się o mandat posła z ramienia UW w okręgu Płock, do 2005 zasiadał w radzie krajowej UW jako reprezentant Mazowsza.
W latach 2002–2004 był prezesem zarządu spółki z ograniczoną odpowiedzialnością. W 2005 rozpoczął prowadzenie własnej działalności gospodarczej w branży konsultingowej. Był członkiem rady nadzorczej Ciechu (2002–2008), w 2008 powołany do rady nadzorczej spółki akcyjnej Prochem.